# Městská knihovna Soběslav
Městská knihovna v Soběslavi plní roli komunitního a informačního centra města a regionu. Její čtenáři si mohou vypůjčit celou řadu knih pro děti i dospělé a to jak beletrii, tak naučnou literaturu. Kromě knih nabízí i časopisy, noviny, audioknihy a deskové hry. Jsou zde prostory pro pořádání akcí pro veřejnost, interiér hradu nabízí možnosti realizovat také výstavy, koncerty či svatby. Zřizovatelem je Město Soběslav, knihovnu provozuje příspěvková organizace města Kulturní dům města Soběslavi.

## Architektura
Od 1. září 2010 knihovna sídlí v zrekonstruovaném severním křídle Městského gotického hradu – jedné z nejvýznamnějších památek v Soběslavi. Autorem projektu "Záchrana gotického hradu – Soběslav" je Ing. arch. Jaromír Kročák
Rozsáhlá, finančně a technicky náročná obnova hradního paláce mohla být plně realizována hlavně díky podpoře z Evropského regionálního rozvojového fondu poskytnutého prostřednictvím Regionálního operačního programu NUTS II Jihozápad.

## Knihovní fond
V současnosti knihovna obsahuje víc než 30 tisíc dokumentů, z toho jsou zhruba dvě třetiny beletrie. Dostupnost konkrétního titulu je možné ověřit v knihovním katalogu, jímž je od roku 2019 Tritius. Do té doby byl používán jeho předchůdce, Clavius. Registrovaní čtenáři mohou využívat i Meziknihovních výpůjčních služeb.